# 野田浩輔
野田 浩輔（のだ こうすけ、1977年12月4日 - ）は、熊本県八代市出身の元プロ野球選手（捕手、内野手、右投右打）。現在は埼玉西武ライオンズの二軍バッテリーコーチを務めている。

## 経歴

### プロ入り前
ドラフト前から社会人屈指の大型即戦力捕手として注目をあび、新日鉄君津時代に渡辺俊介とバッテリーを組み、シドニー五輪に出場して話題となった。シドニー五輪ではプロ枠で出場した当時中日に在籍していた鈴木郁洋に正捕手を奪われたが、同じ五輪代表に選ばれた阿部慎之助（中央大学）とともにチームを引っ張る存在として欠かせなかった。また、同年の都市対抗野球ではベスト4となり社会人野球ベストナイン捕手となった。
ドラフトでは下位指名での争奪戦が予測されたが、入団前から野田と西武ライオンズとの相思相愛ということで他球団に指名されず、2000年のドラフトで西武ライオンズから6位指名を受け、入団。

### 西武時代
2001年は正捕手伊東勤の存在もあり、一軍出場はなかった。
2002年に初昇格すると、プロ初安打・初打点を記録し、控え捕手ながら33試合に出場。
2003年は伊東と細川亨の活躍もあって36試合に留まるが、プロ初本塁打を記録した。選手兼コーチだった伊東は、細川と野田の正捕手候補に2人に対して「（細川と野田の）2人は（同時に）使わない。2人（を同時に）使うと2人とも『死ぬ』」と発言し、正捕手1人方式として育成することを明言した。将来は背番号46の野田、47の細川（背番号は2002年当時）のどちらかが、伊東の背番号27を継承させる意思があったが、正捕手と背番号「27」は細川に受け継がれた。
2004年に伊東が監督に就任すると、初の開幕先発出場を果たす。37試合の出場に留まるものの、プレーオフでは第2ステージ第3戦で決勝本塁打を放つなど、リーグ優勝と日本一に貢献した。
2005年はわずか26試合の出場に留まり、打率.229に終わった。
2006年も7試合の出場に終わった。
2007年は開幕一軍入りを果たし、8月22日の対福岡ソフトバンクホークス戦では初めて指名打者として先発起用された。出塁率は.379を記録。
2008年は開幕一軍に入れず、細川の活躍や上本達之・銀仁朗の抜擢もあって、一軍出場は9試合のみに終わった（いずれも細川の負傷、上本の不振と、代わりの控え捕手としての出場）。打撃も打率.111と、プロ生活で自己最低の成績となったが、日本シリーズ出場選手枠の40名に選ばれ、全7試合でベンチ入りした。日本シリーズでは2試合に出場し、第5戦は9回表の守備のみで、第7戦は5回裏の守備から「5番・捕手」で出場。守備では5回を完璧に抑え、打撃面でも平尾博嗣の決勝適時打をアシストする四球を選ぶなど、活躍した。アジアシリーズ（対SKワイバーンズ戦）でも代打出場したほか、決勝戦（対統一セブンイレブン・ライオンズ戦）では9回から捕手として出場した。
2009年は正捕手の細川が怪我で長期離脱したこともあり、出場機会は前年より増え22試合に出場。しかし打席数は10と、大半が銀仁朗・上本の守備固めとしての出場だった。細川の復帰後は出場もなく、打撃面でもプロ初の無安打に終わり、厳しいシーズンとなった。
2010年はプロ入り後最少のわずか5試合の出場に留まった。
2011年は9月に入っても一軍出場がなく、右肩の故障も完治しないことから9月12日に現役引退を表明した。10月9日に球団から戦力外通告が行われ、14日に正式に任意引退公示された。

### 引退後
2012年からは埼玉西武ライオンズのフロント入りし、編成部アマチュア担当（九州・沖縄担当スカウト）となった。主な担当選手は福倉健太郎、山田遥楓、呉念庭など。
その後、2017年から2020年まで二軍バッテリーコーチを務め、2021年からは一軍バッテリーコーチを務めた。2025年からは再び二軍バッテリーコーチを務める。

## 選手としての特徴
巧みなリードに定評がある捕手。プロでは正捕手定着とはいかなかったものの、主に二番手捕手としてチームを支えた。打撃では短期決戦で勝負強さを発揮することが多かった。
打席に入る前にバットをバトンのように回転させるルーティンが特徴だった。

## 詳細情報

### 年度別打撃成績
| 年 度     | 球 団     | 試 合 | 打 席 | 打 数 | 得 点 | 安 打 | 二 塁 打 | 三 塁 打 | 本 塁 打 | 塁 打 | 打 点 | 盗 塁 | 盗 塁 死 | 犠 打 | 犠 飛 | 四 球 | 敬 遠 | 死 球 | 三 振 | 併 殺 打 | 打 率 | 出 塁 率 | 長 打 率 | O P S |
| --------- | --------- | ----- | ----- | ----- | ----- | ----- | -------- | -------- | -------- | ----- | ----- | ----- | -------- | ----- | ----- | ----- | ----- | ----- | ----- | -------- | ----- | -------- | -------- | ----- |
| 2002      | 西武      | 33    | 48    | 47    | 4     | 9     | 1        | 0        | 0        | 10    | 2     | 0     | 1        | 0     | 0     | 0     | 0     | 1     | 13    | 1        | .191  | .208     | .213     | .421  |
| 2003      | 西武      | 36    | 75    | 63    | 8     | 14    | 5        | 0        | 1        | 22    | 7     | 0     | 0        | 3     | 1     | 6     | 0     | 2     | 16    | 0        | .222  | .306     | .349     | .655  |
| 2004      | 西武      | 37    | 103   | 92    | 9     | 22    | 4        | 0        | 3        | 35    | 8     | 1     | 0        | 5     | 1     | 4     | 0     | 1     | 17    | 2        | .239  | .276     | .380     | .656  |
| 2005      | 西武      | 26    | 52    | 48    | 3     | 11    | 2        | 0        | 1        | 16    | 6     | 0     | 0        | 0     | 1     | 3     | 0     | 0     | 8     | 3        | .229  | .269     | .333     | .603  |
| 2006      | 西武      | 7     | 16    | 15    | 2     | 4     | 0        | 1        | 0        | 6     | 2     | 0     | 0        | 1     | 0     | 0     | 0     | 0     | 3     | 1        | .267  | .267     | .400     | .667  |
| 2007      | 西武      | 19    | 29    | 25    | 0     | 7     | 0        | 0        | 0        | 7     | 3     | 1     | 0        | 0     | 0     | 4     | 0     | 0     | 5     | 1        | .280  | .379     | .280     | .659  |
| 2008      | 西武      | 9     | 9     | 9     | 1     | 1     | 0        | 0        | 0        | 1     | 0     | 0     | 0        | 0     | 0     | 0     | 0     | 0     | 4     | 0        | .111  | .111     | .111     | .222  |
| 2009      | 西武      | 22    | 11    | 10    | 0     | 0     | 0        | 0        | 0        | 0     | 0     | 0     | 0        | 0     | 0     | 1     | 0     | 0     | 5     | 0        | .000  | .091     | .000     | .091  |
| 2010      | 西武      | 5     | 8     | 8     | 0     | 2     | 2        | 0        | 0        | 4     | 0     | 0     | 0        | 0     | 0     | 0     | 0     | 0     | 3     | 0        | .250  | .250     | .500     | .750  |
| 通算：9年 | 通算：9年 | 194   | 351   | 317   | 27    | 70    | 14       | 1        | 5        | 101   | 28    | 2     | 1        | 9     | 3     | 18    | 0     | 4     | 74    | 8        | .221  | .269     | .319     | .588  |

### 年度別守備成績
| 年 度 | 球 団 | 捕手  | 捕手  | 捕手  | 捕手  | 捕手  | 捕手  | 捕手     | 捕手     | 捕手     | 捕手     | 捕手     |
| 年 度 | 球 団 | 試 合 | 刺 殺 | 補 殺 | 失 策 | 併 殺 | 捕 逸 | 守 備 率 | 企 図 数 | 許 盗 塁 | 盗 塁 刺 | 阻 止 率 |
| ----- | ----- | ----- | ----- | ----- | ----- | ----- | ----- | -------- | -------- | -------- | -------- | -------- |
| 2002  | 西武  | 30    | 77    | 5     | 0     | 0     | 2     | 1.000    | 6        | 4        | 2        | .333     |
| 2003  | 西武  | 36    | 159   | 8     | 1     | 1     | 1     | .994     | 12       | 9        | 3        | .250     |
| 2004  | 西武  | 37    | 198   | 8     | 1     | 1     | 1     | .995     | 18       | 15       | 3        | .167     |
| 2005  | 西武  | 26    | 101   | 7     | 1     | 0     | 1     | .991     | 5        | 4        | 1        | .200     |
| 2006  | 西武  | 7     | 28    | 4     | 0     | 0     | 1     | 1.000    | 2        | 2        | 0        | .000     |
| 2007  | 西武  | 18    | 38    | 2     | 0     | 0     | 1     | 1.000    | 6        | 5        | 1        | .167     |
| 2008  | 西武  | 8     | 20    | 0     | 0     | 0     | 0     | 1.000    | 4        | 4        | 0        | .000     |
| 2009  | 西武  | 22    | 36    | 4     | 0     | 0     | 0     | 1.000    | 3        | 2        | 1        | .333     |
| 2010  | 西武  | 5     | 10    | 0     | 1     | 0     | 0     | .909     | 0        | 0        | 0        | ----     |
| 通算  | 通算  | 184   | 662   | 48    | 3     | 3     | 7     | .996     | 56       | 45       | 11       | .196     |

### 記録
初記録
- 初出場：2002年4月1日、対大阪近鉄バファローズ1回戦（大阪ドーム）、7回表に伊東勤の代打で出場
- 初打席：同上、7回表に宮本大輔から右飛
- 初安打：2002年4月15日、対千葉ロッテマリーンズ3回戦（千葉マリンスタジアム）、9回表に川井貴志から左前安打
- 初打点：2002年4月24日、対福岡ダイエーホークス5回戦（福岡ドーム）、5回表に山田秋親から中前適時打
- 初先発出場：2002年5月8日、対日本ハムファイターズ8回戦（東京ドーム）、「8番・捕手」で先発出場
- 初本塁打：2003年9月30日、対オリックス・ブルーウェーブ27回戦（Yahoo! BBスタジアム）、2回表にマック鈴木から左越ソロ
- 初盗塁：2004年7月2日、対北海道日本ハムファイターズ14回戦（西武ドーム）、3回裏に二盗（投手：立石尚行、捕手：髙橋信二）

### 背番号
- 46（2001年 - 2003年）
- 22（2004年 - 2011年）
- 82（2017年 - ）